# Гран-при Сальвадора
Гран-при Сальвадора (исп. Grand Prix el Salvador) — шоссейная однодневная велогонка, проходящая по территории Сальвадора с 2012 года.

## История
Гонка была создана в 2012 году одновременно с возрождением Вуэльты Сальвадора и сразу вошла Женский мировой шоссейный календарь UCI, в рамках которого просуществовала на протяжении всей своей истории.
Старт гонки располагался в Сан-Сальвадоре на высоте 700 м н.у.м.. Далее начинался спуск по маршруту через Сан-Маркос, Олокуильту и рядом с Сан-Хуан-Тальпой в направлении аэропорта Сан-Сальвадор достигая отметки 150 м н.у.м.. Затем следовала петля до Сакатеколука и обратно. После этого трасса направлялась через Сан-Луис-Тальпу в расположенный на побережье Ла-Либертад. Отсюда начинался финальный подъём в расположенную на высоте 600 м н.у.м Сарагосу где находился финиш гонки (вертикальный набор высоты составлял 600 м за 13,6 км).
Проводилась одновременно с Вуэльтой Сальвадора, Гран-при Гранд Сен-Бернара и Гран-при Ориенте.
В 2024 году была возобновлена после 10-летнего перерыва.

## Призёры
| Год  | Победитель         | Второй            | Третий            |
| ---- | ------------------ | ----------------- | ----------------- |
| 2012 | Ноэми Кантеле      | Татьяна Гудерцо   | Эмбер Небен       |
| 2013 | Сильвия Вальсекки  | Марсия Фернандеш  | Мартина Ружичкова |
| 2014 | Алёна Омелюсик     | Ольга Забелинская | Мара Эбботт       |
| 2024 | Valentina Basilico | Тамара Дронова    | Sylvie Swinkels   |
| 2025 | Лаура Лаура        | Sara Fiorin       | Миа Гриффин       |